# Irish International Exhibition
De Irish International Exhibition werd gehouden in de Ierse hoofdstad Dublin destijds nog onderdeel van het Verenigd Koninkrijk. Geïnspireerd door een kleine tentoonstelling in Cork in 1898 (Cork International Exhibition) werd in april 1903 door de Irish Industrial Conference besloten tot het organiseren van een "wereldtentoonstelling". Drijvende kracht achter het project was de Ierse zakenman William Martin Murphy, onder andere eigenaar van de Irish independent, warenhuis Clerys, en de Dublin United Transport Company. Financieel liep de tentoonstelling uit op een verlies van 100.000 pond wat werd bijgepast door een aantal borgstellers. De roep om Ierse onafhankelijkheid werd ook zichtbaar op de tentoonstelling door aparte paviljoens voor Groot-Brittannië en Ierland. Het internationale karakter kwam tot uiting door inzendingen uit Canada, Frankrijk, Nieuw-Zeeland en Brits Somaliland. Het enige overblijfsel van de tentoonstelling is de muziekkoepel in Herbertpark. Het Bureau International des Expositions heeft de tentoonstelling niet officieel erkend.